# فهرست وابسته‌های دیپلماتیک عربستان سعودی
فهرست سفارت‌ها و کنسولگری‌های عربستان سعودی در سایر کشورها از ابتدا تا کنون

## اروپا
- آلبانی
  - تیرانا (سفارت)
- اتریش
  - وین (سفارت)
- بلژیک
  - بروکسل (سفارت)
- بوسنی و هرزگوین
  - سارایوو (سفارت)
- بلغارستان
  - صوفیه (سفارت)
- کرواسی
  - زاگرب (سفارت)
- جمهوری چک
  - پراگ (سفارت)
- دانمارک
  - کپنهاگ (سفارت)
- فنلاند
  - هلسینکی (سفارت)
- فرانسه
  - پاریس (سفارت)
- آلمان
  - برلین (سفارت)
  - فرانکفورت آم ماین (کنسولگری)
  - هامبورگ (کنسولگری)
  - مونیخ (کنسولگری)
- یونان
  - آتن (سفارت)
- مجارستان
  - بوداپست (سفارت)
- جمهوری ایرلند
  - دوبلین (سفارت)
- ایتالیا
  - رم (سفارت)
  - میلان (کنسولگری)
- مقدونیه شمالی
  - اسکوپیه (سفارت)
- هلند
  - لاهه (سفارت)
- نروژ
  - اسلو (سفارت)
- لهستان
  - ورشو (سفارت)
- پرتغال
  - لیسبون (سفارت)
- رومانی
  - بخارست (سفارت)
- روسیه
  - مسکو (سفارت)
- اسپانیا
  - مادرید (سفارت)
- سوئد
  - استکهلم (سفارت)
- سوئیس
  - برن (سفارت)
  - ژنو (کنسولگری)
- اوکراین
  - کی‌یف (سفارت)
- بریتانیا
  - لندن (سفارت)

## آمریکا شمالی
- کوبا
  - هاوانا (سفارت)
- مکزیک
  - مکزیکو سیتی (سفارت)
- ایالات متحده آمریکا
  - واشنگتن (سفارت)

## آمریکا جنوبی
- آرژانتین
  - بوئنوس آیرس (سفارت)
- برزیل
  - برازیلیا (سفارت)
- شیلی
  - سانتیاگو (سفارت)
- پرو
  - لیما (سفارت)
- اروگوئه
  - مونته‌ویدئو (سفارت)
- ونزوئلا
  - کاراکاس (سفارت)

## آفریقا
- الجزایر
  - الجزیره (سفارت)
- مصر
  - قاهره (سفارت)
  - اسکندریه ( کنسولگری)
  - سوئز (کنسولگری)
- ساحل عاج
  - آبیجان (سفارت)
- کامرون
  - یائوند (سفارت)
- چاد
  - نجامينا (سفارت)
- کومور
  - مورونی (سفارت)
- جیبوتی
  - شهر جیبوتی (سفارت)
- اتیوپی
  - آدیس آبابا (سفارت)
- اریتره
  - آسمارا (سفارت)
- غنا
  - آکرا (سفارت)
- گینه
  - کوناکری (سفارت)
- گابن
  - لیبرویل (سفارت)
- کنیا
  - نایروبی (سفارت)
- لیبی
  - طرابلس (لیبی) (سفارت)
- موزامبیک
  - ماپوتو (سفارت)
- مالی
  - باماکو (سفارت)
- مراکش
  - رباط (سفارت)
- موریتانی
  - نواكشوط (سفارت)
- نیجر
  - نیامی (سفارت)
- نیجریه
  - آبوجا (سفارت)
- سنگال
  - داکار (سفارت)
- آفریقای جنوبی
  - پرتوریا (سفارت)
- سودان
  - خارطوم (سفارت)
- تانزانیا
  - دارالسلام (تانزانیا) (سفارت)
- تونس
  - تونس (سفارت)
- اوگاندا
  - کامپالا (سفارت)
- زامبیا
  - لوساکا (سفارت)

## آسیا
- افغانستان
  - کابل (سفارت)
- بنگلادش
  - داکا (سفارت)
- برونئی
  - بندر سری بگاوان (سفارت)
- میانمار
  - یانگون (سفارت)
- چین
  - پکن (سفارت)
  -  هنگ کنگ (کنسولگری)
  - شانگهای (کنسولگری)
- هند
  - دهلی نو (سفارت)
  - حیدرآباد (هند) (کنسولگری)
  - بمبئی (کنسولگری)
- اندونزی
  - جاکارتا (سفارت)
- ژاپن
  - توکیو (سفارت)
- قزاقستان
  - آلماآتی (سفارت)
- مالدیو
  - ماليه (سفارت)
- کره جنوبی
  - سئول (سفارت)
- قرقیزستان
  - بیشکک (سفارت)
- مالزی
  - کوالالامپور (سفارت)
- نپال
  - کاتماندو (سفارت)
- پاکستان
  - اسلام‌آباد (سفارت)
  - کراچی (کنسولگری)
- فیلیپین
  - مانیل (سفارت)
- سنگاپور
  - سنگاپور (سفارت)
- سری‌لانکا
  - کلمبو (سفارت)
- تاجیکستان
  - دوشنبه (تاجیکستان) (سفارت)
- تایلند
  - بانکوک (سفارت)
- ترکمنستان
  - عشق‌آباد (سفارت)
- تایوان
  - تایپه  (دفتر تجارت)
- ازبکستان
  - تاشکند (سفارت)
- ویتنام
  - هانوی (سفارت)

### خاورمیانه
- جمهوری آذربایجان
  - باکو (سفارت)
- بحرین
  - منامه (سفارت)
- قبرس
  - نیکوزیا (سفارت)
- گرجستان
  - تفلیس (سفارت)
- ایران
  - تهران (سفارت)
  - مشهد (کنسولگری)
- عراق
  - بغداد (سفارت)
  - بصره (کنسولگری)
  - اربیل (کنسولگری)
- اردن
  - امان (سفارت)
- کویت
  - کویت (سفارت)
- لبنان
  - بیروت (سفارت)
- عمان
  - مسقط (سفارت)
- ترکیه
  - آنکارا (سفارت)
  - استانبول (کنسولگری)
- امارات متحده عربی
  - ابوظبی (سفارت)
  - دبی (کنسولگری)
- یمن
  - صنعا (سفارت)
  -  قطر
  - دوحه (سفارت)

## اقیانوسیه
- استرالیا
  - کانبرا (سفارت)
- نیوزیلند
  - ولینگتون (سفارت)

## نمایندگی در سازمان‌ها
- - ژنو (مأموریت دائمی در سازمان ملل)
  - شهر نیویورک (مأموریت دائمی در سازمان ملل)
  - وین (مأموریت دائمی در سازمان ملل)

## نمایندگی های دیپلماتیک غیر مقیم
شهر ساکنان داخل پرانتز هستند
1. جمهوری آفریقای مرکزی (انجامنا)
2. فلسطین (امان)
3. سوریه (امان)
4. لائوس (دهلی نو)
5. سومالی (آدیس آبابا)
6. موریس (پرتوریا)
7. گواتمالا (شهر مکزیک)
8. جمهوری دموکراتیک کنگو (لیبرویل)
9. زیمبابوه (لوساکا)
10. مالاوی (ماپوتو)
11. کامبوج (دهلی نو)
12. سودان جنوبی (کامپالا)
13. رواندا (کامپالا)
14. سیشل (نایروبی)
15. بلاروس (مسکو)
16. بوروندی (دارالسلام)
17. نامیبیا (لوساکا)
18. بلیز (مکزیکو سیتی)
19. لسوتو (پرتوریا)
20. بوتسوانا (پرتوریا)
21. پاپوآ گینه نو (کانبرا)
22. آنگولا (لوساکا)
23. السالوادور (شهر مکزیک)
24. جمهوری کنگو (لیبرویل)
25. سائوتومه و پرنسیپ (لیبرویل)
26. گینه استوایی (لیبرویل)
27. بنین (ابوجا)
28. توگو (آکرا)
29. لیبریا (آبیجان)
30. سیرالئون (کوناکری)
31. گینه بیسائو (کوناکری)
32. گامبیا (داکار)
33. کیپ ورد (داکار)
34. مولدووا (بخارست)
35. کوزوو (تیرانا)
36. مالت (رم)
37. مونته‌نگرو (سارایوو)
38. سان مارینو (رم)
39. نیکاراگوئه (شهر مکزیک)
40. موناکو (پاریس)
41. آندورا (مادرید)
42. ایسلند (اسلو)
43. کاستاریکا (لیما)
44. پاناما (لیما)
45. کلمبیا (لیما)
46. آنتیگوآ و باربودا (هاوانا / واشنگتن دی سی / شهر نیویورک)
47. اکوادور (برزیلیا)

## روابط گسسته
- سوریه
  - دمشق (سفارت)
- کانادا
  - اتاوا (سفارت)

## سفارتخانه ها در آینده افتتاح می شوند
- صربستان
  - بلگراد (سفارت)